# Coupe du Rwanda féminine de football
La coupe du Rwanda féminine de football ou coupe de la Paix est une compétition de football féminin à élimination directe organisée par la Fédération du Rwanda de football.

## Histoire
La première édition de la compétition a lieu en 2019. Elle se conclut le 4 juillet 2019 sur la victoire de l'AS Kigali face au Scandinavia WFC sur le score de 1 but à 0. La compétition n'est pas disputée en 2020 et 2021 en raison de la pandémie de Covid-19. L'AS Kigali remporte ensuite les éditions 2022 et 2023. Le Rayon Sports remporte pour la première fois la compétition en 2024.

## Palmarès
| Saison | Vainqueur    | Score          | Finaliste        |
| ------ | ------------ | -------------- | ---------------- |
| 2019   | AS Kigali    | 1-0            | Scandinavia WFC  |
| 2022   | AS Kigali    | 4-0            | Kamonyi WFC      |
| 2023   | AS Kigali    | 1-1 ap, 3-2tab | Rayon Sports     |
| 2024   | Rayon Sports | 4-0            | Indahangarwa WFC |